# Basket Dunk
Basket Dunk est une bande dessinée axée sur le thème du basket-ball. Elle est éditée par Bamboo Édition depuis 2005.
De 2005 à 2010, sept tomes et deux hors série sont édités.
Chroniquant le tome 7, le site planetebd.com juge assez sévèrement cet album : « Tout est prétexte pour faire du ballon orange le roi de cet album qui, dans sa forme, ne « dunke » pas vraiment. En effet, l’humour propre au registre n’est pas suffisamment percutant pour faire passer un franc moment de rigolade (...) Le dessin reste simple et classique, empruntant le sacro-saint style humoristique « gros-nez » franco-belge propre au genre. À réserver à un public d’amateurs de basket ».

## Histoire
Basket Dunk est l'histoire de huit enfants faisant du basket-ball. Et chacun d'eux a une technique différente. Les enfants évoluent dans des équipes différentes d'un même club, celui des spids.

## Les personnages principaux
- Rudy : il joue avec les juniors des Spids, mais a un niveau pitoyable. Pourtant son père est un basketteur de grand talent. Il est plutôt mauvais élève à l'école et fait de réflexions, la plupart du temps à côté de la plaque.
- Markus : Meilleur ami de Rudy avec qui il joue aux Spids. Son niveau est nettement supérieur à celui de Rudy. Il est très moqueur envers lui et d'autres mais il n'est pas méchant.
- Bolduc: Ami de Rudy et Markus, il joue aussi avec eux aux Spids. Il est grand et mou, ce qui l'empêche de jouer correctement au basket malgré de bonnes aptitudes. Il a été calculé par Kenny qu'il faut 17,28 minutes pour qu'une information atteigne son cerveau.
- Kenny Bryant : Correspondant américain de Markus qui l'a pris pour le frere de Kobe Bryant. En réalité il est petit, gros et s'intéresse principalement aux échecs. Intellectuel, il tente de s'intégrer et réussit parfois à se rendre utile mais énerve le plus souvent ses partenaires.
- Grégorz : Grégorz est tellement grand qu'il n'arrive jamais à passer derrière une porte. Ukrainien, il joue avec les Spids en tant que pivot.
- Labourre: Eternel remplaçant des spids, voir mascotte, il est gros, mollasson, paresseux et est incroyablement mauvais au basket. Son père détenant un magasin de sport, il lui arrive souvent de voler dans les stocks et d'offrir le produit de ses larcins à ses coéquipiers pour éviter de se faire virer de l'équipe.
- Le coach : Le coach est, comme son surnom l'indique, l'entraîneur des Spids. Il a un don particulier pour faire des schémas tactiques totalement incompréhensibles.
- Coffe : Sœur aînée de Rudy, Coffe est une fille qui sait merveilleusement bien jouer au basket. Elle est très belle et elle travaille au Basket Burger (le restaurant du coin). Contrairement à son frère , elle a hérité du talent de leur père pour le basket.
- Freddie : Freddie est l'as des Spids, il espère sans cesse se faire remarquer par des clubs professionnels mais n'y est à ce jour pas arrivé. Il est amoureux de Coffe comme Tony mais ils ne disent rien. Son plus gros point faible sont les jolies filles.
- Tony : Second meilleur joueur des Spids, il est leur meneur de jeu et porte le numéro 7. C'est un collectionneur acharné d'objets liés au Basket (il va jusqu'à garder les dents qu'il a perdues après avoir réussi à piquer le caleçon de Dennis Rockman, basketteur pro violent, alors qu'il le portait encore).

## Le Basket Burger
Le Basket Burger est l'un des lieux principaux de la série, c'est par ailleurs l'endroit où travaille Coffe.

## Albums
| Tome 1 - Date de parution : 8 juin 2005 - (ISBN 2-915309-65-5) - Scénario : Christophe Cazenove et Arnaud Plumeri - Couleur : Benoît Bekaert - Dessins : Mauricet  | Tome 2 - Date de parution : 11 janvier 2006 - (ISBN 2-35078-071-6) - Scénario : Christophe Cazenove et Arnaud Plumeri - Couleur : Benoît Bekaert - Dessins : Mauricet | | | |
| Tome 3 - Date de parution : 21 juin 2006 - (ISBN 2-35078-094-5) - Scénario : Christophe Cazenove et Arnaud Plumeri - Couleur : Benoît Bekaert - Dessins : Mauricet | Tome 4 - Date de parution : 23 mai 2007 - (ISBN 978-2-35078-258-4) - Scénario : Christophe Cazenove et Arnaud Plumeri - Dessins : Mauricet                            | Tome 5 - Date de parution : 28 mai 2008 - (ISBN 978-2-35078-402-1) - Scénario : Christophe Cazenove et Arnaud Plumeri - Dessins : Mauricet | Tome 6 - Date de parution : 17 juin 2009 - (ISBN 978-2-35078-666-7) - Scénario : Christophe Cazenove et Arnaud Plumeri - Dessins : Mauricet | Tome 7 - Date de parution : 26 mai 2010 - (ISBN 978-2-35078-947-7 -) - Scénario : Christophe Cazenove et Arnaud Plumeri - Dessins : Mauricet |

## Sources et références
1. ↑  « Basket Dunk », bedetheque.com (consulté le 12 août 2017)
2. ↑  Frédéric Rabe, « Basket Dunk T7 », planetebd.com (consulté le 12 août 2017)